# Bitwa w Lesie Stockim
Bitwa w Lesie Stockim – jedna z największych bitew partyzantki antykomunistycznej stoczona 24 maja 1945 w pobliżu wsi Las Stocki pomiędzy zgrupowaniem partyzantów AK-DSZ pod dowództwem majora Mariana Bernaciaka ps. „Orlik” a żołnierzami NKWD, KBW, UB i MO.

## Przed bitwą
Po odbiciu przez „Orlika” ponad 100 więźniów z więzienia w Puławach w kwietniu 1945 roku, UB zorganizował sieć konfidentów, których zadaniem było wyśledzenie Bernaciaka. Właśnie po donosie do komendy MO w Puławach na temat miejsca zgrupowania oddziału Bernaciaka zorganizowana została obława oddziału pacyfikacyjnego z Wierzchoniowa składającego się z kilkuset funkcjonariuszy NKWD, UB i MO.

## Bitwa
Atak na zgrupowanie Mariana Bernaciaka nastąpił w południe. Komuniści natarli podzieleni na dwie grupy – pierwszą zmierzającą od Wierzchoniowa, i drugą idącą wąwozem zwanym Gibiennym Dołem. Znakiem rozpoznawczym był podwinięty lewy rękaw kurtek mundurowych. Pododdziały prowadzili oficerowie sowieccy, lecz przodem szli obeznani w terenie ubecy. Mimo zachowanej czujności pojawianie się nieprzyjacielskiej tyraliery otaczającej półkolem kolonię stało się dla partyzantów dużym zaskoczeniem. Całkowicie zaskoczeni byli ludzie Czesława Szlendaka „Maksa” z dywersji terenowej, którzy wyczerpani długim marszem odpoczywali bez mundurów, a nawet butów, susząc ubrania.
Naprzód przed tyralierę wysunęły się samochody pancerne i transportery otwierając huraganowy ogień z ciężkiej broni maszynowej. Ludzie „Maksa” odpowiedzieli na atak chaotycznym ogniem. Podczas próby uporządkowania obrony dowódca został ciężko ranny dwoma pociskami, w przedramię i klatkę piersiową. Ponadto siedmiu jego ludzi poległo, a kilku zostało rannych. Coraz słabiej odpierających ataki partyzantów „Maksa” wspomógł II pluton pod dowództwem por. „Świta” atakując we flankę nacierających enkawudzistów. Działania te zachwiały natarciem, ale nie powstrzymały go. Drugi samochód i transporter przedarł się w okolice kwater skrobowiaków, którzy przywitali je zmasowanym ogniem. Samochód pancerny został unieruchomiony, a transporter zdołał się wycofać, ale ze względu na stopień zniszczeń do walki się już nie włączył. Udane kontrnatarcie I plutonu uratowało partyzantów z dywersji terenowej, którzy przedarli się z okrążenia. Trzeci samochód pancerny nie zdołał włączyć się do bitwy, gdyż został spalony przez ubezpieczających teren pod dowództwem ppor. Mieczysława Polaka „Leonidasa”. Po rozproszeniu przez I pluton tyraliery sowieckiej „Wierny” ruszył w stronę gdzie walczył wraz ze swym pocztem „Orlik” otoczony sowiecką tyralierą, który pierwotnie wraz ze sztabem kwaterował na Okręglicy.
Przełomowym momentem bitwy okazało się wydarzenie, podczas którego grupa ludzi prowadzona przez Mariana Bernaciaka „Orlika”, w skład której wchodzili: „Spokojny, „Mściciel”, „Nieczuja” i „Czarny”, idąca ścieżką pod górę na szczyt zalesionego zbocza, całkiem przypadkowo natknęła się na ośmiu ludzi w sowieckich i polskich mundurach z podwiniętymi lewymi rękawami, którzy stanowili dowództwo grupy operacyjnej. Byli tam m.in. naczelnik Wydziału do Walk z Bandytyzmem WUBP Lublin kpt. Henryk Deresiewicz oraz zastępca PUBP w Puławach por. Aleksander Ligęza ps. „Armata”. Obydwie grupy zbliżyły się do siebie i przystanęły. Po rozpoznaniu się, „Orlik” wraz z kompanami otworzyli ogień.
Po stracie dowództwa wśród napastników zapanowała całkowita dezorientacja i chaos. „Orlik” początkowo okrążony przez NKWD i UB wyrwał się z pętli i nakazał manewr okrążający, w ten sposób udało się zepchnąć wycofujących się sowietów do wąwozu zwanego Zadolem, gdzie poszczególne grupy enkawudzistów były likwidowane.
Bitwa została upamiętniona napisem na Grobie Nieznanego Żołnierza w Warszawie.